# Vicente Guerrero (Venustiano Carranza)
Vicente Guerrero es una localidad del estado mexicano de Chiapas. Es parte del municipio de Venustiano Carranza.

## Toponimia
El nombre de la localidad rinde homenaje a Vicente Guerrero, héroe de la Independencia de México.

## Demografía
| Gráfica de evolución demográfica |
|                                  |

| Censo | Población |
| ----- | --------- |
| 1940  | 288       |
| 1950  | 396       |
| 1960  | 812       |
| 1970  | 1 158     |
| 1980  | 1 667     |
| 1990  | 2 138     |
| 2000  | 2 130     |
| 2010  | 1 997     |
| 2020  | 1 829     |